# Gavrilo Princip
Gavrilo Princip (IPA: [ɡǎʋrilo prǐntsip]; Obljaj, 25 luglio 1894 – Terezín, 28 aprile 1918) è stato un patriota bosniaco di etnia serba, nato in Bosnia, autore materiale dell'attentato di Sarajevo in cui uccise con due colpi di pistola l'arciduca erede al trono d'Austria-Ungheria Francesco Ferdinando e la moglie Sofia duchessa di Hohenberg a Sarajevo il 28 giugno 1914.
Appartenente al movimento Mlada Bosna (Giovane Bosnia), si distinse per il suo nazionalismo jugoslavo. All'interno di questo movimento entrò in contatto con gli ambienti paramilitari sovversivi serbi rappresentati dal gruppo terroristico Crna ruka (Mano nera) la cui sede si trovava a Belgrado, con i quali presumibilmente elaborò e perfezionò il piano per attentare alla vita dell'arciduca.
Fu lui a sparare i colpi di pistola che il 28 giugno 1914 uccisero l'Arciduca Francesco Ferdinando e la moglie Sofia, nell'episodio che è passato alla storia come l'attentato di Sarajevo. Questo avvenimento venne in seguito preso come pretesto dall'Impero austro-ungarico per dichiarare guerra alla Serbia, divenendo quindi il casus belli della prima guerra mondiale.

## Biografia

### Infanzia
Gavrilo Princip nacque il 25 luglio 1894 in Bosnia ed Erzegovina, all'epoca territorio amministrato dall'Austria-Ungheria, ma soggetto alla sovranità formale della Sublime Porta. Era il sesto di nove fratelli e fu uno dei soli tre a sopravvivere durante l'infanzia. Figlio di un postino, la sua gioventù fu segnata dalla povertà e dalle precarie condizioni di salute: contrasse la tubercolosi da bambino.
Studiò presso la Scuola Commerciale a Sarajevo e in seguito si iscrisse alla Scuola superiore. Durante la sua infanzia presso la Scuola Commerciale si distaccò apertamente dai movimenti radicali serbi delle organizzazioni giovanili private. Questa sua scelta fu molto probabilmente dovuta anche alla sua amicizia con il croato Ivo Kranjčević, con il quale si trovò spesso d'accordo nonostante la diversa nazionalità.
Divenuto adolescente, nel 1912 fu mandato a Belgrado per continuare la sua istruzione. Abbandonò gli studi quando venne coinvolto nel movimento ultra-nazionalistico serbo, unendosi a un'associazione politico-rivoluzionaria, la Giovane Bosnia (Mlada Bosna), il cui obiettivo era liberare la Bosnia ed Erzegovina dal dominio dell'Impero austro-ungarico e annetterla al regno di Serbia.

### L'attentato di Sarajevo

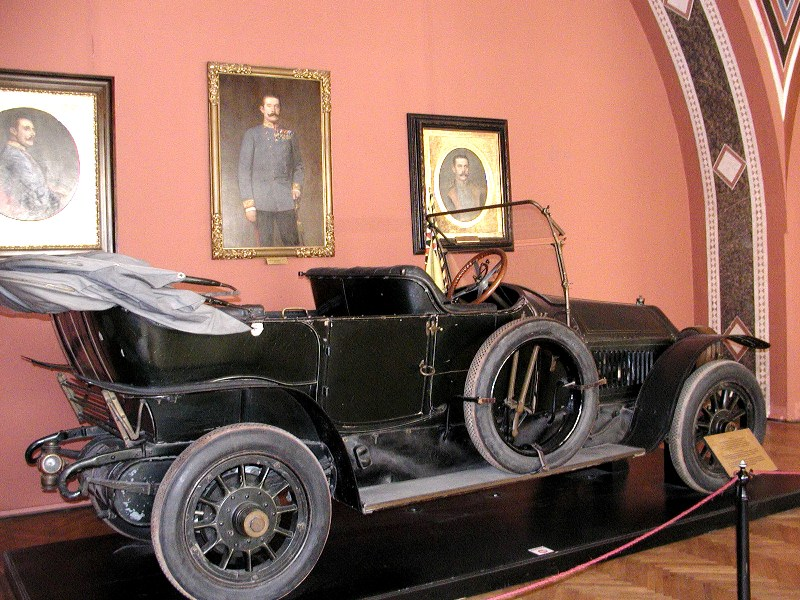
L'auto sulla quale viaggiavano l'Arciduca d'Austria e la consorte al momento dell'attentato: una Gräf & Stift 28/32 PS Double Phaeton.

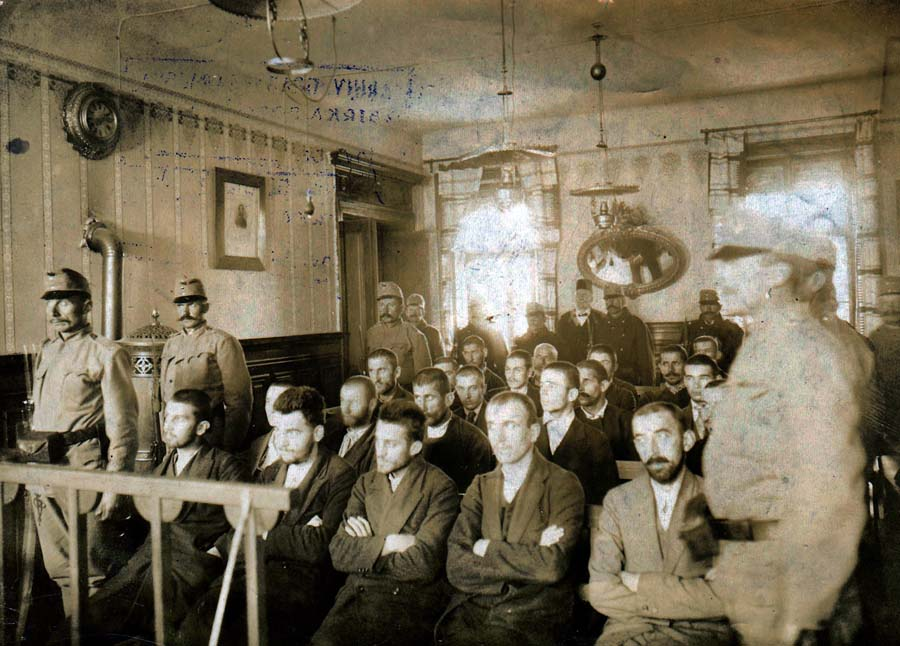
Il processo a Sarajevo. Princip è il terzo da sinistra.

L'attentato vide la partecipazione, oltre a Princip, anche di altri cinque membri della Giovane Bosnia, un movimento che univa idee anarco-socialiste e irredentismo nazionale. Il gruppo era armato di pistole e bombe, fornite da una società segreta, la Mano Nera (Crna Ruka), che aveva anche molti sostenitori tra gli ufficiali serbi e i funzionari del governo. L'obiettivo della Mano Nera era quello di creare uno Stato indipendente slavo guidato dalla Serbia, il quale riunisse anche i territori della Bosnia ed Erzegovina, assorbiti nella sfera austriaca a seguito del Congresso di Berlino nel giugno del 1878 (dopo la Pace di Santo Stefano, conclusa nel marzo 1878), e quelli croati, assoggettati da tempo. Il progetto dell'organizzazione terroristica panslavista vedeva un ostacolo nel disegno "trialistico" di cui l'arciduca Francesco Ferdinando era il più autorevole sostenitore, che prevedeva la creazione all'interno dell'impero asburgico di un terzo polo nazionale slavo accanto a quelli tedesco e magiaro.
Quello del 28 giugno 1914, a Sarajevo, fu senza dubbio un attentato fuori dal comune. All'inizio sembrava destinato al fallimento, ma poi le cose andarono diversamente. A Sarajevo, verso le ore 09:50, il commando di attentatori si era recato all'angolo del corso Voivoda, attendendo il passaggio dell'automobile dell'Arciduca per portare a termine la propria missione di morte.
Alle ore 10:00 in punto, lo studente Gavrilo Princip uscì da una locanda unendosi alla folla e posizionandosi in prima fila. Con la mano che teneva in tasca, stringeva la pistola con la quale avrebbe dovuto sparare all'Arciduca, quando la sua auto fosse passata davanti a lui. Improvvisamente, in fondo al corso, s'udì un'esplosione e, poco dopo, l'auto con a bordo la coppia reale passò a tutta velocità davanti al luogo dove si trovava appostato Princip, dirigendosi verso il municipio. Il primo attentatore aveva infatti sbagliato il lancio di una bomba a mano, riuscendo solo a ferire l'aiutante di campo di Francesco Ferdinando. A questo punto la missione di Princip sembrava fallita ed egli si incamminò verso via Re Pietro. Nel frattempo, l'automobile dell'Arciduca, raggiunto il municipio, vi si fermò solo il tempo necessario a Francesco Ferdinando per redarguire il sindaco di Sarajevo per l'accoglienza ricevuta.
Quindi ripercorse a ritroso la strada fatta in precedenza per andare a recuperare l'aiutante dell'erede al trono, che nel frattempo era stato medicato per le leggere ferite riportate in precedenza. L'auto percorse l'itinerario a passo d'uomo, a causa della massa di gente che, sfollando, aveva invaso la sede stradale. Princip, che deluso stava ritornando alla taverna, si trovò proprio di fronte alla coppia reale ed esplose due colpi di pistola all'indirizzo delle sue vittime, questa volta colpendole a morte. Princip venne immediatamente tratto in arresto dalle guardie presenti.
L'arma utilizzata per l'assassinio da parte di Gavrilo Princip era una pistola semi-automatica Browning M 1910 calibro 7,65 x 17mm (.32 ACP). I proiettili esplosi da Princip colpirono l'arciduca Francesco Ferdinando al collo, mentre la moglie fu ferita allo stomaco, causando la morte dei due in breve tempo.

### L'arresto e la prigionia a Terezín

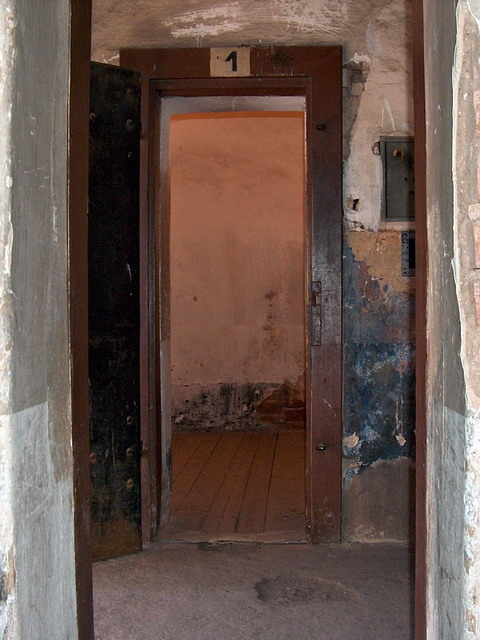
La cella in cui venne detenuto Gavrilo Princip.

Dei sei attentatori, la polizia riuscì ad arrestare soltanto Gavrilo Princip e l'amico Nedeljko Čabrinović. Gli altri, a causa della grande folla di persone, non ebbero l'opportunità di entrare in azione, e riuscirono a dileguarsi Una volta arrestato, Princip tentò di suicidarsi. Prima provò a farlo ingerendo del cianuro, la seconda volta sparandosi con la sua pistola. Nessuno dei due tentativi andò a buon fine: nel primo caso vomitò il veleno, come successe anche a Čabrinović, mentre nel secondo caso la pistola venne allontanata prima che potesse sparare un altro colpo.
All'epoca dell'attentato Princip, ancora diciannovenne, era troppo giovane per poter subire la condanna a morte. L'assassino venne pertanto condannato a vent'anni di prigione. Ma in cella trascorse soltanto quattro anni, vivendo in pessime condizioni nella prigione di Terezín, finché morì di tubercolosi il 28 aprile 1918, all'età di 23 anni. Oggi la sua tomba è locata nel cimitero di San Marco, a Sarajevo.

### Eredità culturale
Le opinioni storiche su Princip sono state a lungo discordanti. Nella storia serba, egli viene considerato un eroe nazionale, avendo combattuto per liberare il suo popolo dalla dominazione asburgica. Ancora oggi viene ricordata una frase che pronunciò durante il processo: «Noi amavamo il nostro popolo». Al contrario, in Austria la sua figura viene considerata alla stregua di un terrorista. L'opinione maggiormente valida, comunque, è che egli fosse soltanto un mero esecutore, una pedina, piuttosto che il vero ideatore e diretto responsabile della morte dell'arciduca austriaco.
Ciò non sminuisce affatto la rilevanza storica del suo gesto. L'omicidio da lui compiuto è infatti considerato l'elemento scatenante della prima guerra mondiale, il casus belli che porterà alla dissoluzione dell'Impero austro-ungarico, dell'Impero tedesco, dell'Impero ottomano e dell'Impero russo.